# Glypta willsiana
Glypta willsiana är en stekelart som beskrevs av Dasch 1988. Glypta willsiana ingår i släktet Glypta och familjen brokparasitsteklar. Inga underarter finns listade i Catalogue of Life.